# Arkada Business Park
Arkada Business Park – kompleks biurowy klasy A znajdujący się przy ulicy Fordońskiej 2 w Bydgoszczy. Budowa pierwszego wieżowca rozpoczęła się we wrześniu 2016 roku, a oddanie do użytku nastąpiło w czerwcu 2018 roku. Wieżowiec ma 45 metrów.

## Historia
Koszt inwestycji został oszacowany na około 70 milionów złotych. Arkada Invest współpracowała z trzema pracowniami projektowymi, z których każda przygotowała własny projekt inwestycji. We wrześniu 2015 roku projekt budynku uzyskał certyfikat BREEAM oraz rozpoczęto prace wyburzeniowe. Zakończenie budowy zaplanowano na pierwszą połowę 2017 roku. 
Budowę budynku rozpoczęło we wrześniu 2016 roku szwedzkie przedsiębiorstwo Skanska. W kwietniu 2017 roku trwał montaż instalacji wewnętrznych i sieci zewnętrznych, a na budowie pracowało około 50 pracowników. We wrześniu trwały prace związane z dachem, nadbudówką oraz przeszkleniem elewacji, a termin zakończenia budowy został przesunięty na pierwszy kwartał 2018 roku. Kierownik budowy Arkadiusz Kowalski stwierdził, że posadowienie budynku na podłożu o trudnych warunkach geologicznych było dużym wyzwaniem, ale udało się to zrealizować bez żadnych problemów. 11 października na budynku zawisła wiecha. Trwały wtedy jeszcze prace nad izolacją dachów i tarasów, prowadzono prace instalacyjne, tynkarskie i dociepleniowe. W tym okresie na budowie pracowało około 150 osób. W grudniu trwały prace nad elewacją budynku. 
W styczniu 2018 roku trwały prace wykończeniowe głównie we wnętrzu budynku. W lutym poziom wynajęcia pomieszczeń budynku osiągnął 60 procent oraz trwał etap projektowania drogi rowerowej i chodnika na należącym do miasta odcinku od ronda do bulwarów nad Brdą. Budynek został oddany do użytku w czerwcu. 1 marca 2023 roku przedsiębiorstwo Blue Assets zostało nowym zarządcą biurowca. Budowa drugiego wieżowca została zaplanowana na czas, gdy zostane wynajęta cała pierzchnia pierwszego budynku.
W budynku zostało otwarte między innymi biuro regionalne przedsiębiorstwa Skanska, drugi oddział gabinetów medycznych Lux Med, centrum usług wspólnych Ciech Services oraz przedsiębiorstwo Cognifide, Meelogic CATTS, Mennica Skarbowa i WeNet.

## Konstrukcja
Budynek został usadowiony przy ulicy Fordońskiej 2 w Bydgoszczy. Na żelbetową konstrukcję biurowca składa się 10 kondygnacji nadziemnych i 2 kondygnacje podziemne. Na kondygnacjach podziemnych znajduje się parking o powierzchni ponad 3,6 tysiąca metrów kwadratowych wraz z miejscami postojowymi dla rowerów.